# Satanás (película de 1934)
Satanás (título original: The Black Cat) es una película de terror estadounidense de 1934 dirigida por Edgar G. Ulmer. Está basada en el cuento El gato negro del escritor Edgar Allan Poe. Protagonizada por Boris Karloff, Bela Lugosi, David Manners y Julie Bishop. El actor Bela Lugosi también protagonizó la versión de 1941.

## Sinopsis
Una joven pareja, en su luna de miel, es subyugada por el poder hipnótico de un personaje siniestro. Encerrados en una villa, los dos esposos presencian la lucha entre este hombre y su acérrimo enemigo, hasta que la muerte de uno de los dos llega a liberarlos.

## Reparto
- Boris Karloff - Hjalmar Poelzig
- Béla Lugosi - Dr. Vitus Werdegast
- David Manners - Peter Alison
- Julie Bishop - Joan Alison
- Egon Brecher - El mayordomo
- Harry Cording - Thamal
- Lucille Lund - Karen Werdegast
- Henry Armetta - El sargento de policía
- Albert Conti - El teniente de policía